# Thompsonella platyphylla
Thompsonella platyphylla är en fetbladsväxtart som beskrevs av Joseph Nelson Rose. Thompsonella platyphylla ingår i släktet Thompsonella och familjen fetbladsväxter. Inga underarter finns listade i Catalogue of Life.